# Kaltbrunn
Kaltbrunn is een gemeente en plaats in het Zwitserse kanton Sankt Gallen, en maakt deel uit van het district See-Gaster.

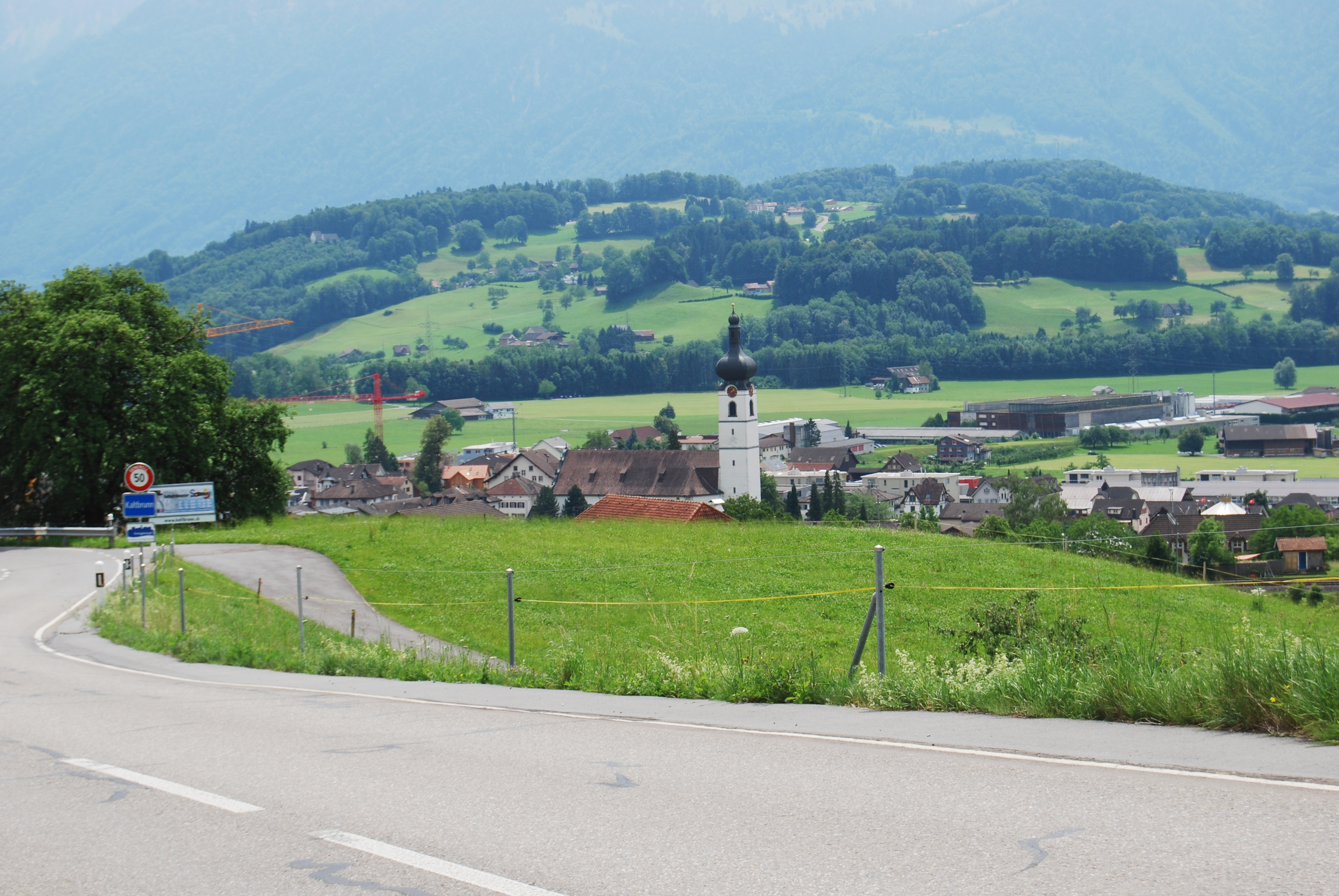
Kaltbrunn

Kaltbrunn telt 3785 inwoners.